# Kim Hee-chul
Kim Hee-chul (hangeul : 김희철 ; hanja: 金希澈 ; né le 10 juillet 1983), dans la province de Gangwon (강원도 Gangwon-do) en Corée du Sud, est un acteur, chanteur et danseur sud-coréen, second membre le plus âgé du boys band sud-coréen Super Junior.

## Biographie
Kim Heechul rejoint SM Entertainment en 2002 au terme d'une audition. Il débute officiellement le 6 novembre 2005 en tant que chanteur au sein du nouveau boys band de l'agence, Super Junior. Avant ses débuts officiels, il commence sa carrière d'acteur avec le drama Sharp 2 en mars 2005.
Il devient tout de suite très actif dans le monde du divertissement, prenant par à de nombreuses émissions de variété comme Sponge ou Love Letter. Il présente également le show musical Inkigayo à plusieurs reprises.
Le 10 août 2006, Heechul est victime d'un grave accident de voiture alors qu'il rentre de l'enterrement du père de Lee Donghae, l'un des membres du boys band. Subissant de multiples fractures à la jambe gauche, il est contraint de suspendre ses activités pendant trois mois.
Le 23 février 2007, il intègre la sous-unité Super Junior T, spécialisée dans le trot, un genre musical sud-coréen très populaire, avec Leeteuk, Kangin, Shindong, Sungmin et Eunhyuk. Il devient également présentateur permanent de l'Inkigayo la même année.
En 2010, il anime sa propre émission de radio SBS HeeChul's Youngstreet. Très proche de Hangeng, avec qui il partage un dortoir lors des activités du boys band, il est très affecté par le départ du chanteur chinois en 2010, qui entame des poursuites judiciaires contre SM Entertainment pour mauvais traitements, et traverse une période de dépression la même année, continuant néanmoins ses activités.
Début 2011, son agence annonce que le chanteur va former un duo avec Jungmo, du groupe de rock TraxX, qui portera le nom de M&D. Les deux musiciens débutent en juin avec le titre Close Ur Mouth.
Le 22 août 2011, Heechul annonce son départ à l'armée. Il commence officiellement son service militaire le 1er septembre 2011 et le termine le 30 août 2013, reprenant ses activités avec le groupe pour l'enregistrement de l'album Mamacita.
Il était en couple avec Momo Hirai, membre du girl-group Twice.